# 新美南吉童話賞
新美南吉童話賞（にいみなんきちどうわしょう）は、児童文学作家・新美南吉の出身地である愛知県半田市教育委員会が主催する創作童話を対象とする公募新人文学賞。1989年に制定。受賞作品は、作品集に収録され、各地の図書館などに寄贈される。

## 概要
第31回（2019年）
- 主催：半田市教育委員会
- 共催：新美南吉顕彰会、公益社団法人半田青年会議所
- 後援：文化庁、愛知県教育委員会、安城市教育委員会、中日新聞社
- 協賛：ミツカングループ、知多信用金庫、半田信用金庫

## 受賞作
| 回（年）         | 応募総数 | 最優秀賞                   | 受賞者       |
| ---------------- | -------- | -------------------------- | ------------ |
| 第30回（2018年） | 1947     | 交換日記                   | 小林貴弘     |
| 第29回（2017年） | 1790     | 家の灯り                   | 佐野由美子   |
| 第28回（2016年） | 2006     | 書き足し和尚               | 街野優森     |
| 第27回（2015年） | 2044     | 森の図書館                 | 桐谷あきひこ |
| 第26回（2014年） | 2211     | つるっと神社               | しいなさいち |
| 第25回（2013年） | 2890     | 風船のあつまる場所         | 街野海       |
| 第24回（2012年） | 2207     | ビンに詰めた「ありがとう」 | 秋野りゅう   |
| 第23回（2011年） | 2011     | 光る風、吹いた             | 神山真湖     |
| 第22回（2010年） | 2464     | 帰り道                     | 浅井ひなの   |
| 第21回（2009年） | 2285     | つじこぞう                 | 住吉玲子     |
| 第20回（2008年） | 2254     | かげつなぎ                 | とだかずき   |

新美南吉童話賞入選作品集「赤いろうそく」は、新美南吉記念館で販売される。

## 部門
6月1日から、新美南吉記念館で募集が開始される。
自由創作部門
400字詰原稿用紙に、高校生以上7枚以内、小学4年生以上5枚以内、小学生低学年は3枚以内
新美南吉オマージュ部門
オマージュとは「尊敬・敬意・称賛」という意味のフランス語で、新美南吉の作品に通じるテーマで、新たな童話を創作するというもの。課題の中から1作品を選び、単なる物語の続きやパロディではなく、作品から感じたことをテーマに新しい童話を創作する。400字詰原稿用紙	7枚以内。

## 選考委員
第31回（2019年）
- 藤田のぼる（児童文学評論家）
- 酒井晶代（児童文学研究者）
- 富安陽子（児童文学作家）
- 山本悦子（児童文学作家）
- 知多管内小中学校教諭　ほか

### 過去の選考委員
- 浜たかや（児童文学者）
- 末吉暁子（童話作家）